# رادامپولا
رادامپولا (به لاتین: Radampola) یک منطقهٔ مسکونی در سری‌لانکا است که در استان جنوبی (سری‌لانکا) واقع شده‌است.